# Acrotomodes
Acrotomodes là một chi bướm đêm thuộc họ Geometridae.